# Atletica leggera ai Giochi della XIV Olimpiade - 110 metri ostacoli
La competizione dei 110 metri ostacoli di atletica leggera ai Giochi della XIV Olimpiade si è disputata nei giorni 3 e 4 agosto 1948 allo Stadio di Wembley a Londra.

## L'eccellenza mondiale
| Primatista europeo Campione europeo | 14"0 1947 14"6 1946 | Håkan Lidman     | Presente  |
| Primatista mondiale                 | 13”6 (120y) 1948    | Harrison Dillard | Non qual. |
| Vincitore Trials USA                | 13”9                | William Porter   | Presente  |

1. ↑  Il 17 aprile.

L'americano Harrison Dillard è il numero uno al mondo. Arriva alle selezioni nazionali dopo aver stabilito un record di imbattibilità di 82 vittorie, tra gare all'aperto e al coperto. Ma ai Trials urta tre barriere e deve abbandonare. Dovrà ripiegare sui 100 piani (però gli andrà bene).

## La gara
I tre americani sono di un altro livello: nei turni eliminatori i loro tempi sono di almeno 3 decimi più veloci rispetto agli altri contendenti.

La prima semifinale è vinta da Dixon in 14"2, mentre nella seconda Porter (14"1) precede Scott.

In finale Clyde Scott esce dai blocchi per primo e conduce fino al terzo ostacolo, poi rinvengono Dixon e Porter. I tre piombano contemporaneamente sul traguardo. Scott resiste al ritorno di Dixon, ma non può nulla contro il bruciante finale di Porter.

La giuria commette un errore nell'assegnare due decimi di distacco tra il primo e secondo classificato. In realtà, tra i tre atleti c'era un margine di meno di un decimo.

Porter vince con lo stesso tempo dei Trials, anche Scott e Dixon confermano il tempo delle selezioni (!), però a ranghi invertiti.

## Risultati

### Turni eliminatori
| 6 Batterie   | 3 agosto | 28 partenti   | Si qualificano i primi 2. |
| 2 Semifinali | 4 agosto | 6 + 6         | Si qualificano i primi 3. |
| Finale       | 4 agosto | 6 concorrenti |                           |

### Batterie
| Pos. | Atleta             | Nazione       | Tempo |
| ---- | ------------------ | ------------- | ----- |
| 1    | William Porter     | Stati Uniti   | 14"3  |
| 2    | Hippolyte Braekman | Belgio        | 15"2  |
| 3    | Mario Recordón     | Cile          | 15"3  |
| 4    | Raymond Barkway    | Gran Bretagna | 15"3  |
| 5    | Erdal Barkay       | Turchia       | n/d   |

| Pos. | Atleta                | Nazione     | Tempo |
| ---- | --------------------- | ----------- | ----- |
| 1    | Clyde Scott           | Stati Uniti | 14"8  |
| 2    | Hugues Frayer         | Francia     | 15"5  |
| 3    | Börje Rendin          | Svezia      | 15"5  |
| 4    | Lazaros Petropoulakis | Grecia      | n/d   |

| Pos. | Atleta                  | Nazione       | Tempo |
| ---- | ----------------------- | ------------- | ----- |
| 1    | Alberto Triulzi         | Argentina     | 14"6  |
| 2    | Peter Gardner           | Australia     | 14"6  |
| 3    | Manuel Suárez           | Spagna        | 15"9  |
| 4    | Joseph Robert Birrell   | Gran Bretagna | n/d   |
| 5    | Petros Krosfilit-Omiros | Grecia        | n/d   |

| Pos. | Atleta                | Nazione     | Tempo |
| ---- | --------------------- | ----------- | ----- |
| 1    | James Vickers         | India       | 14"7  |
| 2    | Håkan Lidman          | Svezia      | 14"7  |
| 3    | Julio Sabater         | Porto Rico  | 15"3  |
| 4    | Jan Zwaan             | Paesi Bassi | n/d   |
| 5    | Charles Richard Green | Australia   | n/d   |

| Pos. | Atleta              | Nazione       | Tempo |
| ---- | ------------------- | ------------- | ----- |
| 1    | André-Jacques Marie | Francia       | 14"9  |
| 2    | Olivier Bernard     | Svizzera      | 14"9  |
| 3    | Sydney Foster       | Giamaica      | 15"1  |
| -    | Don Finlay          | Gran Bretagna | Rit.  |

| Pos. | Atleta            | Nazione     | Tempo |
| ---- | ----------------- | ----------- | ----- |
| 1    | Craig Dixon       | Stati Uniti | 14"2  |
| 2    | Raymond Weinberg  | Australia   | 15"0  |
| 3    | Gilbert Omnès     | Francia     | 15"2  |
| 4    | Hernán Alzamora   | Perù        | n/d   |
| 5    | Mazar Ul-Haq Khan | Pakistan    | n/d   |

### Semifinali
| Pos. | Atleta              | Nazione     | Tempo |
| ---- | ------------------- | ----------- | ----- |
| 1    | Craig Dixon         | Stati Uniti | 14"2  |
| 2    | Peter Gardner       | Australia   | 14"5  |
| 3    | Håkan Lidman        | Svezia      | 14"6  |
| 4    | Hippolyte Braekman  | Belgio      | n/d   |
| 5    | Olivier Bernard     | Svizzera    | n/d   |
| -    | André-Jacques Marie | Francia     | Rit.  |

| Pos. | Atleta           | Nazione     | Tempo |
| ---- | ---------------- | ----------- | ----- |
| 1    | William Porter   | Stati Uniti | 14"1  |
| 2    | Clyde Scott      | Stati Uniti | 14"2  |
| 3    | Alberto Triulzi  | Argentina   | 14"6  |
| 4    | James Vickers    | India       | n/d   |
| 5    | Raymond Weinberg | Australia   | n/d   |
| 6    | Hugues Frayer    | Francia     | n/d   |

### Finale
| Pos.    | Corsia | Atleta          | Età | Nazione     | Tempo |
| ------- | ------ | --------------- | --- | ----------- | ----- |
| Oro     | 3      | William Porter  | 22  | Stati Uniti | 13"9  |
| Argento | 7      | Clyde Scott     | 23  | Stati Uniti | 14"1  |
| Bronzo  | 2      | Craig Dixon     | 22  | Stati Uniti | 14"1  |
| 4       | 5      | Alberto Triulzi | 20  | Argentina   | 14"6  |
| 5       | 6      | Peter Gardner   | 23  | Australia   | n/d   |
| 6       | 4      | Håkan Lidman    | 33  | Svezia      | n/d   |